# Québec-Montréal
Ne pas confondre avec La Série Montréal-Québec, une téléréalité diffusée à compter de 2010 sur le réseau TVA.
Pour plus de détails, voir Fiche technique et Distribution.
Québec-Montréal est une comédie québécoise réalisée par Ricardo Trogi et sortie en 2002.

## Synopsis
En faisant le trajet de Québec à Montréal, différents personnages discutent des relations hommes-femmes. Le film met en scène trois situations différentes démontrant les relations interpersonnelles de jeunes adultes fin vingtaine. 
Dans la première situation, le film suit l'idéal amoureux de trois amis qui s'apprêtent à partir en voyage dans le Sud. 
Dans le second cas, Québec-Montréal s'intéresse à la relation ambiguë entre deux collègues de travail. 
Dans le troisième segment, le road movie s'attarde à la relation tendue d’un couple, relation qui sera rudement mise à l’épreuve par une panne d'essence sur le bord de l'autoroute 20. 
De plus, tout au long du film, un couple imaginaire idyllique à bord d'une voiture rouge de luxe, symbolisant Barbie et Ken, passent à côté des véhicules des personnages principaux. 

## Fiche technique
- Titre : Québec-Montréal
- Réalisation : Ricardo Trogi
- Scénario : Patrice Robitaille, Jean-Philippe Pearson et Ricardo Trogi
- Genre : Comédie
- Musique : Nathalie Boileau, Pierre Desrochers
- Montage : Yvann Thibaudeau
- Société de production : Go Films
- Pays : Canada
- Durée : 104 minutes
- Date de sortie : Québec : 2 août 2002
- Budget : 1,9 million $
- Box-office québécois : 1 219 671 entrées

## Analyse
Ce premier film du cinéaste Ricardo Trogi est l'un des premiers à avoir été tourné avec une caméra numérique. Québec-Montréal repose d'abord et avant tout sur les dialogues. Le jeu des acteurs est très naturel. Les personnages sont à la recherche du bonheur parfait, en quête d'une vie meilleure. Cette utopie est vécue différemment à travers les trois situations présentées.
Les trois copains célibataires cherchent à trouver la relation amoureuse la plus épanouissante avec la femme de leur vie.
Pour les deux collègues de travail, l'homme est secrètement amoureux de la fille (jouée par Isabelle Blais) qui l'accompagne.
Dans le cas du couple usé par les années, ils partent pour Montréal afin de sauver leur relation qui semble à la dérive.
Ce film fut un succès critique et commercial. 
Le film Horloge biologique constitue sa suite non-officielle.
L'ensemble des scènes se déroulent à l’intérieur des trois véhicules qui roulent sur l'autoroute 20. L'automobile est bien présente tout au long du film :
- Ken et Barbie : Chevrolet Corvette C5, génération 1997-2004.
- Rob, JP et Rivard : Ford Taurus familiale, génération 1992-1995.
- Cossette et Katherine : Infiniti G20, génération 1991-1996.
- Julie et Pierre-François : Volks Jetta, génération 1993-1998.
- Demers : Jeep Grand Cherokee, génération 1999-2004.
- Mike Gauvin : BMW X5, génération 1999-2005.
- Mylène : Ford Focus, génération 2000-2006.
Film datant de l'année 2002. Donc voitures 2002 ou moins.

## Distribution
- Patrice Robitaille : Rob
- Jean-Philippe Pearson : J.P.
- Stéphane Breton : Rivard
- François Létourneau : Cossette
- Isabelle Blais : Katherine
- Marie-Ginette Guay : Ghisèle
- Julie Le Breton : Julie
- Pierre-François Legendre : Pierre-François
- Tony Conte : Demers
- Patrick Baby : Pelletier
- Benoît Gouin : Michel « Mike » Gauvin
- Brigitte St-Aubin : Mylène

## Récompenses et nominations

### Prix Jutra
- Meilleur réalisateur (Ricardo Trogi)
- Meilleur film (Nicole Robert)
- Meilleur scénario (Patrice Robitaille, Jean-Philippe Pearson et Ricardo Trogi)
- Meilleure actrice de soutien (Isabelle Blais)

### Festival international du film francophone deNamur
- Golden Bayard – Meilleur scénario (Patrice Robitaille, Jean-Philippe Pearson et Ricardo Trogi)
- Prix spécial de jury – Ricardo Trogi
- Meilleur film francophone (Ricardo Trogi)

### Prix Genie
- Meilleure réalisation (Ricardo Trogi)
- Meilleur montage (Yvann Thibaudeau)
- Meilleur film (Nicole Robert)
- Meilleur scénario original (Patrice Robitaille, Jean-Philippe Pearson et Ricardo Trogi)